# Helina bequaerti
Helina bequaerti este o specie de muște din genul Helina, familia Muscidae. A fost descrisă pentru prima dată de Mary Katherine Curran în anul 1934. Conform Catalogue of Life specia Helina bequaerti nu are subspecii cunoscute.